# Сельди в бочке
Сельди в бочке (с англ. This Sandwich Has No Mayonnaise) — это рассказ  Джерома Д. Сэлинджера, опубликованный в Esquire в октябре 1945 года. История была опубликована в сборнике «Кресло Esquire» 1958 года, отредактированном Арнольдом Гингричем и Л. Рустом Хиллсом. 
В рассказе описан опыт Винсента Колфилда в военном лагере в Джорджии перед отправкой на фронт. Он расстроен, потому что его брат Холден (как описано в рассказе «Последний день последнего фарлафа») пропал без вести и не может принять вероятность того, что Холден может быть мертв 
В эпизоде японского аниме-сериала «Призрак в доспехах: комплекс в одиночестве» в виртуальном лобби кинотеатра, заполненном другими персонажами Сэлинджера, демонстрируется плакат к фильму под названием «Сельди в бочке».